# TVA (Fernsehen)
TVA – Fernsehen für Ostbayern (oder TVAktuell) ist ein privater regionaler Fernsehsender für die ostbayerischen Landkreise Regensburg, Kelheim und Cham und die kreisfreie Stadt Regensburg.
TVA sendet täglich 24 Stunden in HD im Kabel und über Satellit, wobei das tagesaktuelle Programm immer ab 18 Uhr beginnt (Senderkennung: TVA HD). Zusätzlich läuft TVA von Montag bis Freitag von 18:00 Uhr bis 18:30 Uhr über Kabelkanal als Regionalprogramm auf RTL (als sogenanntes „regionales Fenster“). TVA besteht seit dem 1. April 1996. Zurzeit arbeiten rund 36 feste Mitarbeiter bei TVA. Sitz des Senders ist Regensburg.

## Programm
Im Zentrum des Programms steht das TVA Journal, eine tagesaktuelle halbstündige Sendung im Nachrichtenformat mit allen Informationen aus der Region. Darüber hinaus zeigt TVA täglich verschiedene Sendungen zu einem bestimmten Themengebiet, wie regionalen Sportereignissen, Tradition und Brauchtum, Gesundheit oder Wirtschaft.
Außer dem aktuellen Programm produziert TVA Imagefilme, wie beispielsweise Firmenporträts oder Produktvideos, sowie Werbefilme.
Auch im Internet ist TVA präsent. Auf der Homepage werden mehrmals täglich aktuelle Nachrichten veröffentlicht und mit Videobeiträgen ergänzt. Zusätzlich bietet der Sender einen 24-Stunden-Livestream an. In der Mediathek können sämtliche Sendungen der letzten zwei Jahre angeschaut werden.

## Empfangsdaten

### Satellitenempfang
Über Satellit kann das Programm OTVA empfangen werden. Dies ist ein gemeinsames Programm der Fernsehsender  TVA und OTV. 
- Senderkennung: OTVA HD
- Satellit: Astra 1L 19,2°E
- Transponder: 1023
- Transponderfrequenz: 11552 MHz
- Polarisation: Horizontal
- Symbolrate: 22000
- Service ID: 5808
- Network ID: 1
- Modulation: DVB-S2 8-PSK

### Kabelempfang
Automatischer Suchlauf
Manuelle Suche beim Anbieter Vodafone/Kabel Deutschland (Netz Regensburg und Straubing):
- Frequenz: 458 000 kHz
- Modulation: 256 QAM
- Symbolrate: 6 900 KSym/s

Manuelle Suche bei R-Kom/Glasfaser Ostbayern (Netz Regensburg und Straubing):
- Frequenz: 634 000 kHz
- Modulation: 256 QAM
- Symbolrate: 6 900 KSym/s

Sollte TVA Ostbayern HD trotzdem nicht gefunden werden, kann der Kabelanbieter kontaktiert werden.

### Smart TV, Tablets und Smartphones
TVA kann übers Internet und über die TVA-Smart-TV-App empfangen werden. Diese ist für fünf verschiedene Plattformen verfügbar:
- Amazon Fire TV
- Apple TV
- Android TV
- Opera (vewd)
- Samsung (Smarthub)

### Weitere Empfangsmöglichkeiten
Glasfaser Ostbayern:
analog E09 Frequenz 203,25 – digital E41 Frequenz 634,00
T-Entertain: EPG Platz 2039 (SD)